# Parafia św. Marii Magdaleny w Zakrzewie
Parafia św. Marii Magdaleny w Zakrzewie – parafia rzymskokatolicka w dekanacie Złotów I w diecezji bydgoskiej.
Erygowana w 1511 roku.
Miejscowości należące do parafii: Czernice (część), Drożyska Małe, Drożyska Średnie, Drożyska Wielkie, Głomsk, Nowy Głomsk, Osowiec, Osowo (część), Poborcze, Prochy (część), Wersk i Zakrzewo.